# Patinação artística nos Jogos Mundiais de 2009
As competições de patinação artística nos Jogos Mundiais de 2009 ocorreram entre 21 e 22 de julho no Ginásio da Universidade I-Shou. Quatro eventos foram disputados.

## Quadro de medalhas
| Ordem | País           | Medalha de ouro | Medalha de prata | Medalha de bronze |    |
| ----- | -------------- | --------------- | ---------------- | ----------------- | -- |
| 1     | Itália         | 3               | 1                |                   | 4  |
| 2     | Espanha        | 1               | 1                |                   | 2  |
| 3     | Estados Unidos |                 | 1                | 1                 | 2  |
| 4     | Eslovénia      |                 | 1                |                   | 1  |
| 5     | Alemanha       |                 |                  | 2                 | 2  |
| 6     | Brasil         |                 |                  | 1                 | 1  |
| TOTAL | TOTAL          | 4               | 4                | 4                 | 12 |

## Medalhistas
| Evento                          | Ouro                                           | Prata                                                    | Bronze                                       |
| Individual masculino (detalhes) | ESP Carles Gasset                              | ITA Roberto Riva                                         | BRA Marcel Stürmer                           |
| Individual feminino (detalhes)  | ITA Tanja Romano                               | SLO Nika Arcon                                           | GER Monika Lis                               |
| Duplas (detalhes)               | ITA Itália Sara Venerucci Matteo Guarise       | USA Estados Unidos Aubrey Orcutt Robert Hines            | GER Alemanha Christiane Reich Hannes Muschol |
| Equipes (detalhes)              | ITA Itália Gabriele Gasparini Enrica Gasparini | ESP Espanha Ayelen Morales Constantino Oscar Molins Ruiz | USA Estados Unidos Jonathan Cross Erin Ovens |